# Evgeny Maleev
Evgeny Aleksandrovich Maleev (russo: Евгений Александрович Малеев, pronúncia [jɪˈvɡenʲɪj ɐlʲɪˈksandrəvʲɪtɕ mɐˈlʲeɪf]; (Uryupinsk, 5 de fevereiro de 1915 – 12 de abril de 1966) foi um paleontólogo soviético e russo que fez a maior parte de suas pesquisas sobre répteis e fósseis asiáticos, como a nomeação do anquilossauro Talarurus e dos terópodes Tarbosaurus e Therizinosaurus junto com a família Therizinosauridae.

## Biografia
Evgeny Aleksandrovich Maleev nasceu em 25 de fevereiro de 1915, no Império Russo. Depois de ser membro da Frente Oriental (Segunda Guerra Mundial), iniciou sua carreira científica na Universidade Estatal de Moscovo. Em 1947 formou-se na Faculdade de Biologia, também nesse ano, passou a trabalhar no Instituto Paleontológico da Academia de Ciências da Rússia. Em 1950, Maleev apresentou sua tese de doutorado, "Análise morfofuncional da região occipital do crânio e esqueleto do pescoço de mamíferos", sendo premiado com o Candidato de Ciências. Mais tarde, ele trabalhou como subgerente de 1956 a 1962. Ele também foi o líder de uma expedição realizada em 1962 à Indonésia com o objetivo de analisar espécimes de dragão-de-Komodo. Maleev fez uma pesquisa notável sobre o instituto até sua morte em 1966.

## Pesquisa científica
Maleev é reconhecido por sua pesquisa sobre a vida pré-histórica asiática, como a nomenclatura e descrição dos famosos dinossauros Talarurus, Tarbosaurus' e Therizinosaurus. Em homenagem à sua contribuição para a ciência, dois dinossauros foram nomeados em homenagem a Maleev: Maleevus e Maleevosaurus.
Embora sua tese de doutorado fosse focada principalmente em mamíferos, seus interesses eram voltados para répteis. Em 1948, ele foi membro da expedição paleontológica conjunta soviética-mongol conduzida no deserto de Gobi, na Mongólia. A expedição terminou com a descoberta de Talarurus, posteriormente descrita por ele em 1952. Quando descrito pela primeira vez, com base nas garras, Maleev interpretou os restos de Therizinosaurus como pertencentes a um gigantesco réptil semelhante a uma tartaruga, também chamado de Therizinosauridae. Depois de um longo debate, os fósseis enigmáticos foram posteriormente confirmados como pertencentes a um dinossauro terópode gigante.
Em algum momento, Maleev analisou os cérebros de Tarbosaurus cortando as caixas cranianas fossilizadas com uma serra de diamante. Em contraste com os métodos arriscados usados por Maleev, os pesquisadores modernos usam tomografia computadorizada e software de reconstrução 3D para visualizar o interior do endocrânio dos dinossauros, eliminando assim a necessidade de danificar espécimes valiosos.

## Publicações científicas
- Maleev, E. A. (1952). «Новый анкилозавр из верхнего мела Монголии» [New ankylosaur from the Upper Cretaceous of Mongolia]. Doklady Akademii Nauk SSSR (em russo). 87 (2): 273–276
- Maleev, E. A. (1954–1956). «Панцирные динозавры верхнего мела Монголии» [Armored dinosaurs from the Upper Cretaceous of Monglia]. Trudy Paleontologicheskogo Instituta Akademiy Nauk SSSR (em russo). 62: 51–91
- Maleev, E. A. (1954). «Noviy cherepachoobrazhniy yashcher v Mongolii» [New turtle−like reptile in Mongolia]. Priroda (em russo) (3): 106–108
- Maleev, E. A. (1955). «Новый хищный динозавр из верхнего мела Монголии» [New carnivorous dinosaurs from the Upper Cretaceous of Mongolia]. Doklady Akademii Nauk SSSR (em russo). 104 (5): 779–783
- Maleev, E. A. (1964). «Основы палеонтологии. Земноводные, пресмыкающиеся и птицы» [The basics of paleontology. Amphibians, reptiles and birds] (em russo)
- Maleev, E. A. (1965). «O golovnom mozge khishchnych dinosavrov» [The carnosaur dinosaur brain]. Paleontologicheskii Zhurnal (em russo). 1965 (2): 141–143
- Maleev, E. A. (1974). «Gigantskie carnosavri semeystva Tyrannosauridae» [Gigantic carnosaurs of the family Tyrannosauridae]. Trudy Sovmestnaya Sovetsko-Mongol'skaya Paleontologicheskaya Ekspeditsiya (em russo). 1: 132–193